# Kommissarin Göllner: Kill Me Softly – Frauenmord in Frankfurt
Kill Me Softly – Frauenmord in Frankfurt ist ein deutscher Kriminalfilm von Dennis Satin aus dem Jahr 2000. Es handelt sich um den Pilotfilm der RTL-Kriminalfilmreihe Kommissarin Göllner mit Sonja Kirchberger in der Titelrolle. Der Film hatte am 26. Januar 2000 seine Premiere.

## Handlung
Kommissarin Anna Göllner ist gerade frisch im Sittendezernat in Frankfurt am Main angefangen. Nur kurze Zeit werden sie mit ihren neuen Kollegen Tom und Martina zu einem zweifachen Hurenmord gerufen. Bei den Ermittlungen gerät Conny Mommsen ins Visier, der Betreiber eines Stundenhotels. Mommsen macht Kommissarin Göllner Avancen, und auch sie ist ihm gegenüber nicht abgeneigt. Sie lässt sich auf einen Segeltörn mit einem Schäferstündchen mit ihm ein. Doch Mommsen ist nicht der liebe und attraktive Mann, für den er sich ausgibt. Er knebelt Anna Göllner und entführt sie.

## Kritik
Der Filmdienst meinte, Kill Me Softly – Frauenmord in Frankfurt sei ein „routinierter (Fernseh-)Krimi nach modischen Vorgaben handelsüblich konzipiert, angesiedelt im schmuddeligen Rotlicht-Milieu.“.